# Colobothea osculatii
Colobothea osculatii là một loài bọ cánh cứng trong họ Cerambycidae.